# Theronia flaviceps
Theronia flaviceps là một loài tò vò trong họ Ichneumonidae.